# Czerwone Skałki (Góry Izerskie)
Czerwone Skałki (niem. Rote Flossfelsen) – grupa granitowych skałek w południowo-zachodniej Polsce, w Sudetach Zachodnich, w Górach Izerskich, na Wysokim Grzbiecie, na wysokości 952 m n.p.m. Do 1945 roku stanowiły pomnik przyrody nieożywionej.

## Położenie
Skałki zlokalizowane są w Sudetach Zachodnich, w środkowo-wschodniej części Gór Izerskich, w południowej części Wysokiego Grzbietu, między Jakuszycami, a Szklarską Porębą, nad doliną rzeki Kamienna.

## Charakterystyka
Skałki znajdują się na obszarze o powierzchni ponad 5 ha, a formacje skalne osiągają wymiary od kilku do kilkunastu metrów wysokości i szerokości. Na obszarze, na którym znajdują się skałki, znajduje się wiele schronisk skalnych, które utworzyły się na skutek wietrzenia selektywnego, typowego dla znajdującego się tutaj granitu, a także procesów denudacyjnych, które przyczyniły się do usunięcia powstałej zwietrzeliny skalnej, co nadało tym skałkom obecny kształt. Na utworzenie się na tym obszarze niektórych schronisk skalnych ma również wpływ nachylenie stoku, które sprzyja przewracaniu się pojedynczych bloków skalnych. Przyczyniło się to do tego, że jest to jedno z nielicznych miejsc w Sudetach Zachodnich, gdzie występuje tak wiele tego typu obiektów na tak niewielkim obszarze.
Szczeliny skalne odwiedzane są przez grono lokalnych speleologów, którzy zlokalizowali na tym obszarze aż 28 schronisk skalnych, z czego 25 zostało zidentyfikowanych przez J. Wieczorka w 2014 roku.
U podnóża, po południowej stronie zbocza znajdują się dwa nieczynne już kamieniołomy granitu. Pierwszy z nich jest dawnym wyrobiskiem niemieckim, zlokalizowanym u podnóża Czerwonych Skałek. Poniżej znajduje się drugi, nieczynny już kamieniołom, „Wiciarka”, gdzie wydobywany był granit średniokrystaliczny, porfirowaty, z żyłami aplitowymi.
Ze skałek można podziwiać panoramę Gór Izerskich i Karkonoszy.

## Budowa geologiczna
Szczyt wzniesienia, na którym znajdują się skałki, położony jest na obszarze bloku karkonosko-izerskiego, w strefie kontaktowej metamorfiku izerskiego z granitowym masywem karkonoskim. Skałki wznoszące się na szczycie zbudowane są z granitu porfirowatego z górnego karbonu. Tworzą go różowe megakryształy skaleni o wymiarach od 3 do 7 cm z towarzyszącymi ziarnami kwarcu o barwie szarej, skaleni potasowych o barwie różowej, plagioklazu o barwie białej lub kremowej i biotytu, który jest barwy czarnej. Minerały te osiągają wielkości od 1 do 1,5 cm i tworzą tzw. tło skalne (matrix) dla fenokryształów megaskaleni. Budujący skałki granit posiada strukturę gruboziarnistą, porfirowatą. W składzie mineralogicznym wydobywanego granitu w kamieniołomie „Wiciarka” wyróżnić można duży udział plagioklazów i kwarców, oraz mniejszy udział skaleni potasowych i biotytu. W występującym tutaj granicie stwierdzono występowanie niewielkich ilości epidotu, cyrkonu i turmalinu.

## Geomorfologia
W rejonie Czerwonych Skałek występują formy: szczelinowe, szczelinowo-zawaliskowe, śródblokowe, rumowiskowe, nisze podskalne oraz obiekty łączące w sobie kilka elementów wyżej wymienionych form.